# Chiesa di Santa Lucia (Loro Ciuffenna)
La chiesa di Santa Lucia è un edificio sacro che si trova in località Sagona, nel comune di Loro Ciuffenna, in provincia di Arezzo.
Di origine romanica, è documentata nel 1274-75 come dipendente dalla pieve di Gropina. Il piccolo tempio, oggi in precarie condizioni statiche, è ad aula unica conclusa da un'abside semicircolare con monofora strombata tamponata. Il paramento murario, in parte rimaneggiato, è in bozze di arenaria. All'interno dell'abside si trova un affresco di evidente ispirazione votiva, raffigurante la Madonna in trono che allatta il Bambino tra santa Lucia e san Sebastiano; sul catino absidale è il Padreterno. L'opera, di scuola fiorentina, è datata 1490.